# Comuna Turea, Busk
Turea (în ucraineană Тур'я) este o comună în raionul Busk, regiunea Liov, Ucraina, formată din satele Bacika, Bajanî, Hutîsko-Tureanske, Lisove și Turea (reședința).

## Demografie
Componența lingvistică a comunei Turea
     Ucraineană (100%)
Conform recensământului din 2001, toată populația comunei Turea era vorbitoare de ucraineană (100%).